# Nesobasis rufostigma
Nesobasis rufostigma är en trollsländeart som beskrevs av Donnelly 1990. Nesobasis rufostigma ingår i släktet Nesobasis och familjen dammflicksländor. IUCN kategoriserar arten globalt som otillräckligt studerad. Inga underarter finns listade i Catalogue of Life.